# Uniunea pentru o Mișcare Populară
Uniunea pentru o Mișcare Populară (în franceză Union pour un Mouvement Populaire, acronim UMP) este o formațiune politică de dreapta din Franța, înființată la 23 aprilie 2002 pentru a susține candidatura lui Jacques Chirac pentru un al doilea mandat în funcția de președinte al Franței. Principiile politice ale formațiunii sunt pluralismul, democrația și descentralizarea.
Primul președinte al formațiunii a fost Alain Juppé, care a demisionat la 16 iulie 2004. Succesorul său, a fost ales pe 28 noiembrie 2004, în persoana lui Nicolas Sarkozy. După ce acesta a devenit Președintele Franței postul de președinte al partidului este îndeplinit de către Jean-Claude Gaudin.